# Va-Mengoc-BC
A Va-Mengoc-BC é uma vacina desenvolvida em Cuba, que possui ação bactericida contra a Neisseria meningitidis de grupo B. É composta de proteínas membranais da bactéria. Sua indicação é a meningite cerebrospinhal.